# Entente sportive municipale de Gonfreville-l'Orcher
Maillots
| \| Gonfreville l'Orcher \| Le club est basé à · Gonfreville-l'Orcher en Seine-Maritime. |
| Gonfreville l'Orcher                                                                    |

L'Entente Sportive Municipale de Gonfreville-l'Orcher est un club de football français situé à Gonfreville-l'Orcher dans le département de la Seine-Maritime en région Normandie. L'ESM Gonfreville-l'Orcher est fondée en 1955 en tant que club omnisports,.
Le club évolue actuellement en Régional 1, après avoir joué en National 3 à plusieurs reprises depuis sa fondation. Il a également atteint les seizièmes de finale de la coupe de France en 2020. Il compte en tout plus de 500 licenciés, ce qui en fait le second club de l'agglomération derrière Le Havre AC.

## Histoire
Un premier club de football est créé à Gonfreville-l'Orcher en 1942. L'ESM Gonfreville-l'Orcher est ensuite fondée en 1955.       
Après plusieurs décennies en Promotion d'Honneur (PH), en Division d'Honneur Régionale (DHR) et en Division d'Honneur (DH), le club accède pour la première fois au niveau national lors de la saison 1993-1994 de National 3. Il assure son maintien avec une septième place encourageante, mais est relégué lors de la saison suivante.   
L'ESMGO retrouve le niveau national pour la saison 2009-2010. À la suite d'un imbroglio afin de savoir qui a terminé meilleur deuxième de Division d'Honneur la saison précédente, le club apprend sa promotion au milieu de l'été et ne parvient pas à recruter en conséquence: il est à nouveau relégué à la fin de la saison. 
De retour en Division d'Honneur, le club termine trois ans de suite à la seconde place, avant de terminer champion et de valider sa montée l'année suivante, lors de la saison 2013-2014. Il reste deux ans en CFA 2, atteignant la cinquième place lors de la saison 2014-2015, meilleure performance de l'histoire du club, avant de redescendre en DH. 
La saison suivante, le club cauchois atteint la barre des 100 points en ne perdant aucun match, ce qui constitue un nouveau record, et retrouve le niveau national. Il parvient à y rester durant trois saisons, sa relégation étant entérinée lors de l'arrêt des championnats de football en raison de la pandémie de Covid-19. Toutefois, le club atteint pour la première fois les seizièmes de finale de la Coupe de France, où il chute par deux buts à zéro face au LOSC Lille. La saison suivante étant neutralisée, l'ESMGO retrouve finalement le championnat de National 3 lors de la saison 2022-2023. Il est à nouveau relégué en fin de saison puis termine deuxième de Régional 1 derrière l'AS Trouville-Deauville en 2024. 

## Résultats sportifs

### Palmarès et trophées
Le palmarès de l'ESM Gonfreville-l'Orcher est constitué de trois titres de champion de Régional 1 Normandie, de trois titres de champion de Régional 2 Normandie et de trois titres de Régional 3 Normandie. 
| Palmarès de l'ESM Gonfreville-l'Orcher depuis 1975                                                                                   | Palmarès de l'ESM Gonfreville-l'Orcher depuis 1975                                                                            | Palmarès de l'ESM Gonfreville-l'Orcher depuis 1975 |
| Compétitions nationales | Compétitions régionales |                                                    |
| --- | --- | -------------------------------------------------- |
| Coupe de France - meilleure performance : 16es de finale en 2019-2020 National 3 - meilleure performance : 5e de groupe en 2014-2015 | Régional 1 - Vainqueur : 2014, 2017, 2022 Régional 2 - Vainqueur : 1991, 2002, 2008 Régional 3 - Vainqueur : 1981, 1990, 2000 |                                                    |

### Bilan par compétition

#### Championnats
| Championnat              | Saisons | J   | V  | N  | D   | Bp  | Bc  |
| ------------------------ | ------- | --- | -- | -- | --- | --- | --- |
| Championnat de France    | 0       | -   | -  | -  | -   | -   | -   |
| Championnat de France D2 | 0       | -   | -  | -  | -   | -   | -   |
| Championnat de France D3 | 0       | -   | -  | -  | -   | -   | -   |
| Championnat de France D4 | 0       | -   | -  | -  | -   | -   | -   |
| Championnat de France D5 | 9       | 222 | 62 | 46 | 114 | 253 | 372 |

#### Coupe de France
L'ESM Gonfreville-l'Orcher participe tous les ans à la Coupe de France, créée en 1917 et organisée par la Fédération française de football. Sa meilleure performance est une qualification pour les 16es de finale en 2019-2020 et une élimination par deux buts à zéro face au Lille OSC (Ligue 1) de Christophe Galtier.
| Coupe                                                                      | V | F | 1/2 | 1/4 | 1/8 | 1/16 | 1/32 | 8e t | 7e t | 6e t | 5e t | 4e t | 3e t | 2e t |
| -------------------------------------------------------------------------- | - | - | --- | --- | --- | ---- | ---- | ---- | ---- | ---- | ---- | ---- | ---- | ---- |
| Coupe de France                                                            | - | - | -   | -   | -   | 1    | -    | 2    | 3    | 2    | 2    | 1    | 2    | -    |
| Les données ne sont connues ponctuellement que depuis la saison 1992-1993. |   |   |     |     |     |      |      |      |      |      |      |      |      |      |

### Bilan par saison
| Bilan par saison depuis 1975,. | Bilan par saison depuis 1975,. | Bilan par saison depuis 1975,. | Bilan par saison depuis 1975,. | Bilan par saison depuis 1975,. | Bilan par saison depuis 1975,. | Bilan par saison depuis 1975,. | Bilan par saison depuis 1975,. | Bilan par saison depuis 1975,. | Bilan par saison depuis 1975,. | Bilan par saison depuis 1975,. | Bilan par saison depuis 1975,. | Bilan par saison depuis 1975,. | Bilan par saison depuis 1975,. |
| Saison                         | Division                       | Groupe                         | Championnat                    | Championnat                    | Championnat                    | Championnat                    | Championnat                    | Championnat                    | Championnat                    | Championnat                    | Championnat                    | Coupe de France                | Entraîneur                     |
| Saison                         | Division                       | Groupe                         | Class.                         | Pts                            | J                              | G                              | N                              | P                              | Bp                             | Bc                             | Diff                           | Coupe de France                | Entraîneur                     |
| ------------------------------ | ------------------------------ | ------------------------------ | ------------------------------ | ------------------------------ | ------------------------------ | ------------------------------ | ------------------------------ | ------------------------------ | ------------------------------ | ------------------------------ | ------------------------------ | ------------------------------ | ------------------------------ |
| 1974-1975                      | DHR                            | Normandie                      | 4e                             |                                |                                |                                |                                |                                |                                |                                |                                |                                |                                |
| 1975-1976                      | DHR                            | Normandie                      | 5e                             |                                |                                |                                |                                |                                |                                |                                |                                |                                |                                |
| 1976-1977                      | DHR                            | Normandie                      | 6e                             |                                |                                |                                |                                |                                |                                |                                |                                |                                |                                |
| 1977-1978                      | DHR                            | Normandie                      | 13e                            |                                |                                |                                |                                |                                |                                |                                |                                |                                |                                |
| 1978-1979                      | DHR                            | Normandie                      | 12e                            |                                |                                |                                |                                |                                |                                |                                |                                |                                |                                |
| 1979-1980                      | DHR                            | Normandie                      | 14e                            |                                |                                |                                |                                |                                |                                |                                |                                |                                |                                |
| 1980-1981                      | PH                             | Normandie-A                    | 1er                            |                                |                                |                                |                                |                                |                                |                                |                                |                                |                                |
| 1981-1982                      | DHR                            | Normandie-A                    | 3e                             |                                |                                |                                |                                |                                |                                |                                |                                |                                |                                |
| 1982-1983                      | DHR                            | Normandie-A                    | 6e                             |                                |                                |                                |                                |                                |                                |                                |                                |                                |                                |
| 1983-1984                      | DHR                            | Normandie-A                    | 12e                            |                                |                                |                                |                                |                                |                                |                                |                                |                                |                                |
| 1984-1985                      | DHR                            | Normandie-A                    | 9e                             |                                |                                |                                |                                |                                |                                |                                |                                |                                |                                |
| 1985-1986                      | DHR                            | Normandie-A                    | 11e                            |                                |                                |                                |                                |                                |                                |                                |                                |                                |                                |
| 1986-1987                      | DHR                            | Normandie-A                    | 6e                             |                                |                                |                                |                                |                                |                                |                                |                                |                                |                                |
| 1987-1988                      | DHR                            | Normandie-A                    | 3e                             |                                |                                |                                |                                |                                |                                |                                |                                |                                |                                |
| 1988-1989                      | DHR                            | Normandie-A                    | 11e                            |                                |                                |                                |                                |                                |                                |                                |                                |                                |                                |
| 1989-1990                      | PH                             | Normandie-A                    | 1er                            |                                |                                |                                |                                |                                |                                |                                |                                |                                |                                |
| 1990-1991                      | DHR                            | Normandie-A                    | 1er                            |                                |                                |                                |                                |                                |                                |                                |                                |                                |                                |
| 1991-1992                      | DH                             | Normandie                      | 2e                             | 59 pts                         | 26                             | 12                             | 9                              | 5                              | 44                             | 26                             | +18                            |                                |                                |
| 1992-1993                      | DH                             | Normandie                      | 2e                             | 61 pts                         | 26                             | 14                             | 7                              | 5                              | 56                             | 30                             | +26                            | 8e tour                        |                                |
| 1993-1994                      | National 3                     | Groupe B                       | 7e                             | 26 pts                         | 26                             | 9                              | 8                              | 9                              | 33                             | 38                             | -5                             |                                |                                |
| 1994-1995                      | National 3                     | Groupe B                       | 14e                            | 13 pts                         | 26                             | 5                              | 3                              | 18                             | 23                             | 57                             | -34                            |                                |                                |
| 1995-1996                      | DH                             | Normandie                      | 12e                            | 52 pts                         | 26                             | 7                              | 5                              | 14                             | 31                             | 38                             | -7                             |                                |                                |
| 1996-1997                      | DH                             | Normandie                      | 14e                            | 45 pts                         | 26                             | 4                              | 7                              | 15                             | 23                             | 43                             | -20                            |                                |                                |
| 1997-1998                      | DHR                            | Normandie-A                    | 10e                            |                                |                                |                                |                                |                                |                                |                                |                                |                                |                                |
| 1998-1999                      | DHR                            | Normandie-A                    | 12e                            |                                |                                |                                |                                |                                |                                |                                |                                |                                |                                |
| 1999-2000                      | PH                             | Normandie-A                    | 1er                            |                                |                                |                                |                                |                                |                                |                                |                                |                                |                                |
| 2000-2001                      | DHR                            | Normandie-A                    | 4e                             |                                |                                |                                |                                |                                |                                |                                |                                |                                |                                |
| 2001-2002                      | DHR                            | Normandie-A                    | 1er                            |                                |                                |                                |                                |                                |                                |                                |                                |                                |                                |
| 2002-2003                      | DH                             | Normandie                      | 14e                            | 47 pts                         | 26                             | 5                              | 6                              | 15                             | 25                             | 51                             | -26                            |                                |                                |
| 2003-2004                      | DHR                            | Normandie-B                    | 6e                             |                                |                                |                                |                                |                                |                                |                                |                                |                                |                                |
| 2004-2005                      | DHR                            | Normandie-B                    | 11e                            |                                |                                |                                |                                |                                |                                |                                |                                |                                |                                |
| 2005-2006                      | DHR                            | Normandie-B                    | 4e                             |                                |                                |                                |                                |                                |                                |                                |                                |                                | Rachid Hamzaoui                |
| 2006-2007                      | DHR                            | Normandie-B                    | 4e                             |                                |                                |                                |                                |                                |                                |                                |                                |                                | Rachid Hamzaoui                |
| 2007-2008                      | DHR                            | Normandie-B                    | 1er                            |                                |                                |                                |                                |                                |                                |                                |                                |                                | Rachid Hamzaoui                |
| 2008-2009                      | DH                             | Normandie                      | 2e                             | 80 pts                         | 26                             | 17                             | 3                              | 6                              | 59                             | 19                             | +40                            |                                | Rachid Hamzaoui                |
| 2009-2010                      | CFA 2                          | Groupe A                       | 15e                            | 59 pts                         | 30                             | 8                              | 5                              | 17                             | 25                             | 49                             | -24                            |                                | Rachid Hamzaoui                |
| 2010-2011                      | DH                             | Normandie                      | 2e                             | 76 pts                         | 26                             | 15                             | 5                              | 6                              | 49                             | 26                             | +23                            | 5e tour                        | Rachid Hamzaoui                |
| 2011-2012                      | DH                             | Normandie                      | 2e                             | 77 pts                         | 26                             | 15                             | 6                              | 5                              | 55                             | 26                             | +29                            |                                | Rachid Hamzaoui                |
| 2012-2013                      | DH                             | Normandie                      | 2e                             | 78 pts                         | 26                             | 16                             | 4                              | 6                              | 61                             | 28                             | +33                            |                                | Rachid Hamzaoui                |
| 2013-2014                      | DH                             | Normandie                      | 1er                            | 85 pts                         | 26                             | 18                             | 5                              | 3                              | 63                             | 22                             | +41                            | 7e tour                        | Rachid Hamzaoui                |
| 2014-2015                      | CFA 2                          | Groupe C                       | 5e                             | 67 pts                         | 26                             | 11                             | 8                              | 7                              | 33                             | 28                             | +5                             | 7e tour                        | Rachid Hamzaoui                |
| 2015-2016                      | CFA 2                          | Groupe H                       | 14e                            | 32 pts                         | 26                             | 1                              | 6                              | 19                             | 19                             | 56                             | -37                            | 7e tour                        | Rachid Hamzaoui                |
| 2016-2017                      | DH                             | Normandie                      | 1er                            | 100 pts                        | 26                             | 24                             | 2                              | 0                              | 91                             | 11                             | +80                            | 5e tour                        | Rachid Hamzaoui                |
| 2017-2018                      | National 3                     | Groupe J                       | 8e                             | 35 pts                         | 26                             | 9                              | 8                              | 9                              | 33                             | 41                             | -8                             | 6e tour                        | Rachid Hamzaoui                |
| 2018-2019                      | National 3                     | Groupe J                       | 7e                             | 37 pts                         | 26                             | 11                             | 4                              | 11                             | 43                             | 39                             | +4                             | 3e tour                        | Rachid Hamzaoui                |
| 2019-2020                      | National 3                     | Groupe J                       | 14e                            | 7 pts                          | 16                             | 2                              | 1                              | 13                             | 19                             | 30                             | -11                            | 16e de finale                  | Rachid Hamzaoui                |
| 2020-2021                      | Régional 1                     | Normandie-A                    | 1er                            | 7 pts                          | 3                              | 2                              | 1                              | 0                              | 6                              | 0                              | +6                             | 8e tour                        | Rachid Hamzaoui                |
| 2021-2022                      | Régional 1                     | Normandie-A                    | 1er                            | 57 pts                         | 24                             | 17                             | 6                              | 1                              | 74                             | 27                             | +47                            | 3e tour                        | Rachid Hamzaoui                |
| 2022-2023                      | National 3                     | Groupe J                       | 11e                            | 33 pts                         | 26                             | 10                             | 3                              | 13                             | 39                             | 38                             | +1                             | 4e tour                        | Rachid Hamzaoui                |
| 2023-2024                      | Régional 1                     | Normandie-A                    | 2e                             | 42 pts                         | 22                             | 13                             | 3                              | 6                              | 40                             | 28                             | +12                            | 6e tour                        | Rachid Hamzaoui                |

## Identité et image

### Historiques des logos

Ancien écusson du club (avant 2021)
Ecusson actuel du club (depuis 2021)

### Couleurs des maillots
Les couleurs officielles de l'ESM Gonfreville-l'Orcher sont le rouge et le noir.
| Maillot domicile historique | Maillot domicile actuel |

## Personnalités du club

### Présidents
Michel Garcia arrive au club en 1964, lorsqu'il est âgé de onze ans. A la base jeune joueur de football au club jusqu'à ses quinze ans, il se rend compte ne pas être assez doué dans son sport : « j'ai compris que j'avais deux pieds gauches et qu'il faudrait que je fasse autre chose. Je me suis donc occupé ensuite de la buvette, des entrées, de la trésorerie, du secrétariat ». Il devient par la suite président de l'ESMGO, après avoir « vraiment fait tous les postes du club ». Il cède sa place à Cédric Le Merrer en 2005, mais reste dans l'organigramme du club en tant que président délégué. Il reprend la place de président en 2018. Il reste jusqu'en 2020, où il laisse la présidence après avoir nettement aidé à améliorer les structures du club et son statut en championnat. Il est nommé président d'honneur. Après avoir cedé sa place à Emmanuel Leroux, ancien président du club local de Saint-Romain-de-Colbosc, Michel Garcia reprend à nouveau le poste en 2022.
| ? - ?       | Jean-Jacques Renaud |
| ? - 2005    | Michel Garcia       |
| 2005 - 2018 | Cédric Le Merrer    |
| 2018 - 2020 | Michel Garcia       |
| 2020 - 2022 | Emmanuel Leroux     |
| 2022 -      | Michel Garcia       |

### Entraîneurs
L'actuel entraîneur de l'équipe première masculine est Rachid Hamzaoui, en poste depuis 2005. Son adjoint est depuis 2014 l'ancien joueur professionnel Djibril Diawara.
| 2005 - | Rachid Hamzaoui |

### Joueurs notables
Plusieurs joueurs passés par des clubs professionnels, en activité ou à la retraite, ont porté les couleurs de l'ESM Gonfreville-l'Orcher :
- Amadou Alassane
- Migouel Alfarela
- Steve Ambri
- Ben Ahmed Attoumani
- Djibril Diawara
- Anthony Laup
- Benjamin Police

## Structure du club

### Stades
Au début de son histoire, le club joue ses matchs à domicile au stade Arthur-Fleury. L'ESM Gonfreville-l'Orcher développe ensuite autour de ce terrain le complexe omnisports Maurice Baquet, situé au sein de la ville. Son terrain principal dispose d'une tribune d'environ 600 places. Des travaux sont prévus pour l'agrandir. Le reste du complexe est équipé d'un terrain synthétique et d'autres terrains de football. L'un des terrains porte le nom de Marcel Le Mignot, ancien maire de la ville.

### Aspect économique
Lors de la saison 2020-2021, le budget de l'ESM Gonfreville-l'Orcher est d'environ 300 000 €. Lorsque le club évoluait en National 3, le budget avoisinait les 420 000 €. 

## Autres équipes

### Équipe réserve
L'équipe réserve évolue en Régional 2 lors de la saison 2023-2024. Lors de cette saison, la réserve de l'ESMGO a terminé à la 8ème place du classement. 

### Section féminine
Le club dispose d'une section féminine, qui évolue en Régionale 1, soit la troisième division française. Le plus haut niveau atteint par l'équipe est la deuxième division, lors de la saison 2011-2012. L'ancienne joueuse de l'équipe Jennifer Duval en est l'entraîneure depuis 2017. 

### Section jeune
Le club dispose de section de jeunes de tout âge, allant des U6 aux U19. L'équipe U19 évolue en championnat national, la plus haute division française pour cette catégorie d'âge. Ils évoluent au sein de cette division en 2005 et 2015, puis y remontent à l'issue de la saison 2021-2022. Les autres équipes de jeunes évoluent en championnats régionaux et départementaux. La section féminine dispose également de catégories de jeunes, allant de la catégorie U13 jusqu'à l'équipe senior. Au total, le club compte environ 25 équipes de jeunes dans ses rangs.   
Par ailleurs, le club organise un tournoi international U17 chaque année : le tournoi Marcel Le Mignot.  Le club invite chaque année des clubs français et étrangers à y participer. Parmi les clubs ayant joué le tournoi, on compte des équipes comme le Slavia Prague, l'AS Monaco, Leicester City, le Dynamo Moscou ou l'Athletic Bilbao. 

## Dans la culture populaire

### Rivalités locales
Le club étant situé dans la banlieue havraise, plusieurs derbys face à des clubs locaux peuvent avoir lieu. C'est le cas du match face au Havre AC, contre qui l'ESMGO joue en National 3 ou en championnat nationaux U19. D'autres équipes de l'agglomération havraise, comme l'ES du Mont-Gaillard, sont des adversaires locaux de l'ESM Gonfreville-l'Orcher en championnat.  

### Supporters
Le club réunit quelques dizaines de spectateurs en moyenne lors des matchs à domicile. Le record d'affluence pour un match de l'ESMGO est le match des seizièmes de finale de la Coupe de France face au LOSC Lille, qui a réuni 15 491 spectateurs au stade Océane.